# Pompogne
Pompogne är en kommun i departementet Lot-et-Garonne i regionen Nouvelle-Aquitaine i sydvästra Frankrike. Kommunen ligger i kantonen Houeillès som tillhör arrondissementet Nérac. År 2022 hade Pompogne 195 invånare.

## Befolkningsutveckling
Antalet invånare i kommunen Pompogne
| Referens: INSEE |